# Cuptorul (constelație)
Cuptorul (pe latinește, Fornax) e o mică constelație din emisfera sudică.

## Descriere și localizare

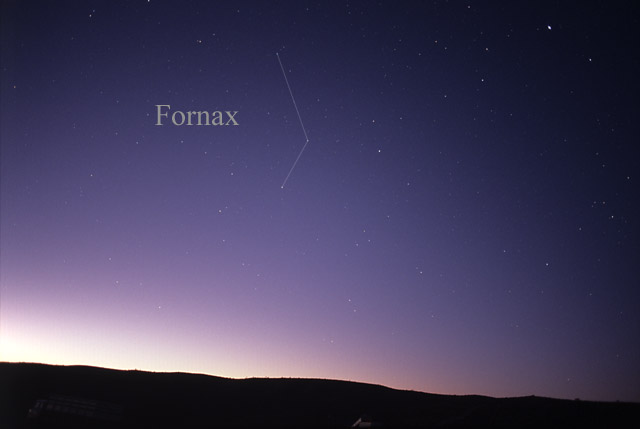
Constelația Cuptorul văzută cu ochiul liber. Pentru identificarea mai ușoară au fost trasate linii între stele.

Cuptorul este o constelație greu de remarcat fiind compusă din stele slab luminoase - una singură atinge magnitudinea aparentă de 3. Constelația este în mare parte înconjurată de întinsa Eridanul. Este complet vizibilă din Europa sudică toamna și iarna, între septembrie și ianuarie. În cadrul acestei constelații se găsește (pe cerul îndepărtat) roiul de galaxii din Cuptorul conținând 58 de galaxii. Aflându-se la o distanță de 60 de milioane de ani-lumină, este cel de-al doilea ca depărtare față de noi, după roiul de galaxii din Fecioara. De asemenea, în Cuptorul se găsește și galaxia pitică Cuptorul care nu face însă parte din roiul de galaxii din Cuptorul ci, aflându-se la o distanță de numai 450.000 a-l, este un membru al Grupului Local, grup din care face parte și galaxia noastră .

## Istorie
Costelația a fost introdusă între cele 88 de constelații moderne în 1756 sub numele de Cuptorul Chimic ( Fornax Chimiae ) de către Nicolas Louis de Lacaille. Johann Elert Bode a preluat-o sub numele de Apparatus Chemicus în atlasul său stelar Uranographia.
Între 2003 și 2004 Telescopul Spațial Hubble, într-un spațiu mic și relativ sărac în stele din această constelație, a făcut acea expunere de lungă durată denumită Hubble Ultra Deep Field (HUDF). În fotografiile rezultate se disting aproximativ 9.500 de galaxii dintre care, cea mai îndepărtată prezintă o deplasare spre roșu de ~7.
Coordonate:  03h 00m 00s, −30° 00′ 00″